# Recristalización
En geología, la recristalización es el proceso mediante el cual un cristal es reemplazado por uno nuevo del mismo mineral pero con tamaño de grano, orientación y forma diferente. Los minerales que son soluciones sólidas pueden cambiar de composición durante la recristalización, por ejemplo los feldespatos. La recristalización es un proceso en el estado sólido. La recristalización es un proceso recurrente en el metamorfismo de rocas. También se da en ambientes que no son metamórficos, es decir aquellos donde las temperaturas son inferiores a 100 o 200 C y las presiones menores a 0,2 a 0,4 GPa. Se la puede considerar un proceso de reorganización dentro del que cristales en desequilibrio pasan a formar cristales nuevos más estables. En una roca que ha sido deformada pueden coexistir cristales antiguos deformados y cristales nuevos formados por recristalización y que carecen deformación. Se considera común que la recristalización de una roca o parte de sus minerales sea facilitada por fluidos sin que por esto los cristales antiguos se fundan o los nuevos precipiten.
Se han descrito cuatro tipos de recristalización:
1. Recristalización por movilidad límites de grano[1]
2. Recristalización por movilidad límites de grano a alta temperatura[4]
3. Recristalización por abultamiento[5]
4. Recristalización por rotación subgranular[4]

## Rocas formadas por recristalización

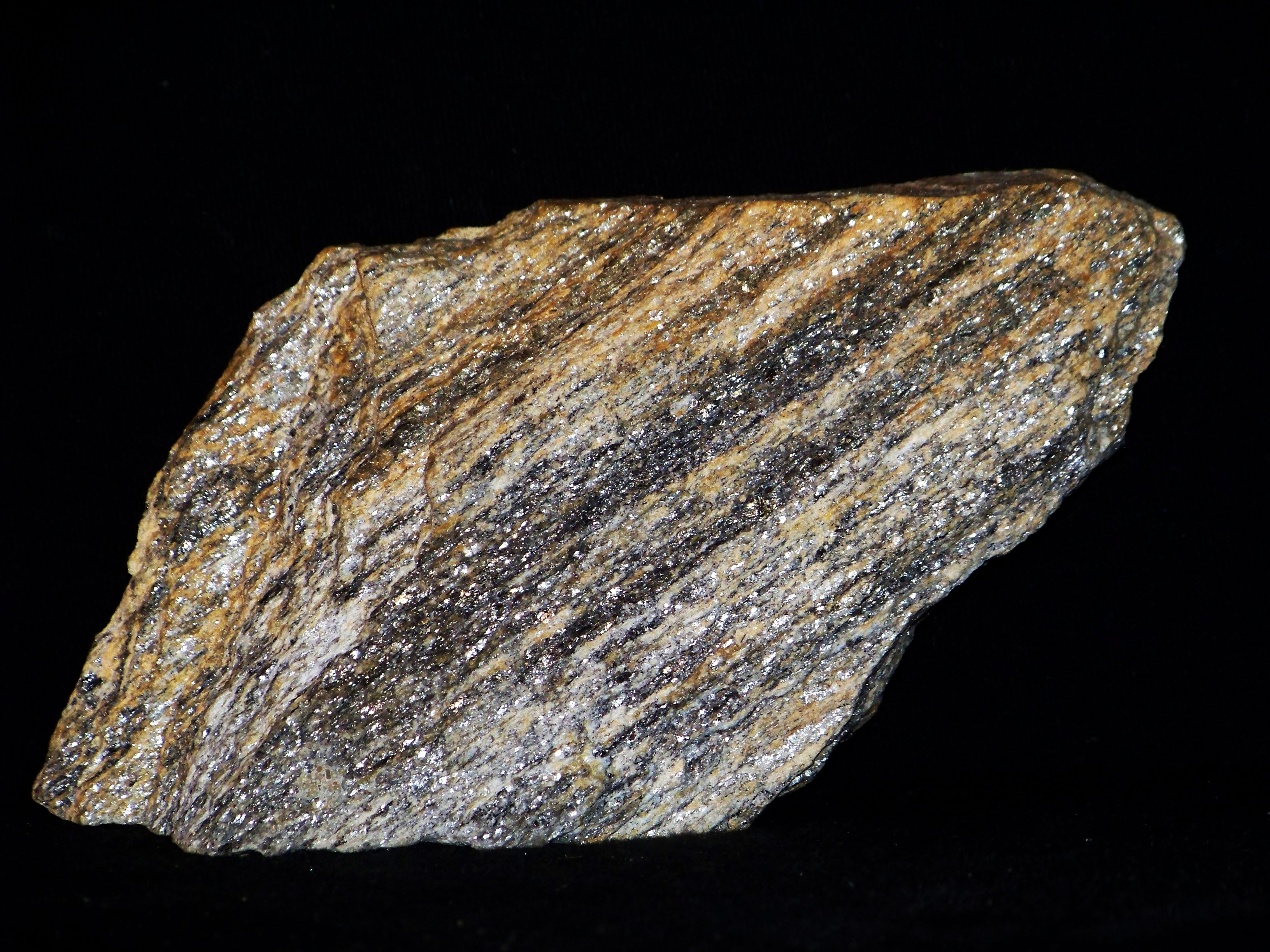
Muestra de milonita, una roca metamórfica formada por recristalización a grandes profundidades. Esta muestra proviene de las montañas del Búho, Polonia.

Durante el metamorfismo pequeños cristales de calcita de la roca sedimentaria piedra caliza cambian formando cristales más grandes y transformándose la roca en mármol. El metamorfismo de arenisca rica en cuarzo recristalizan formando una nueva roca más compacta llamada cuarcita o "metacuarcita". En esta roca los cristales de cuarzo son generalmente más grandes que en a roca original y están plenamente engranados.
La recristalización es uno de los procesos que tienden a obliterar foliaciones primarias como la estratificación fina en rocas metamórficas de grado medio o alto.
La roca de sal tiende a recristalizar cuando la presión y temperatura sube respecto a ambiente de origen superficial como evaporita, proceso que reduce drásticamente su porosidad.